# Мановакуумметр

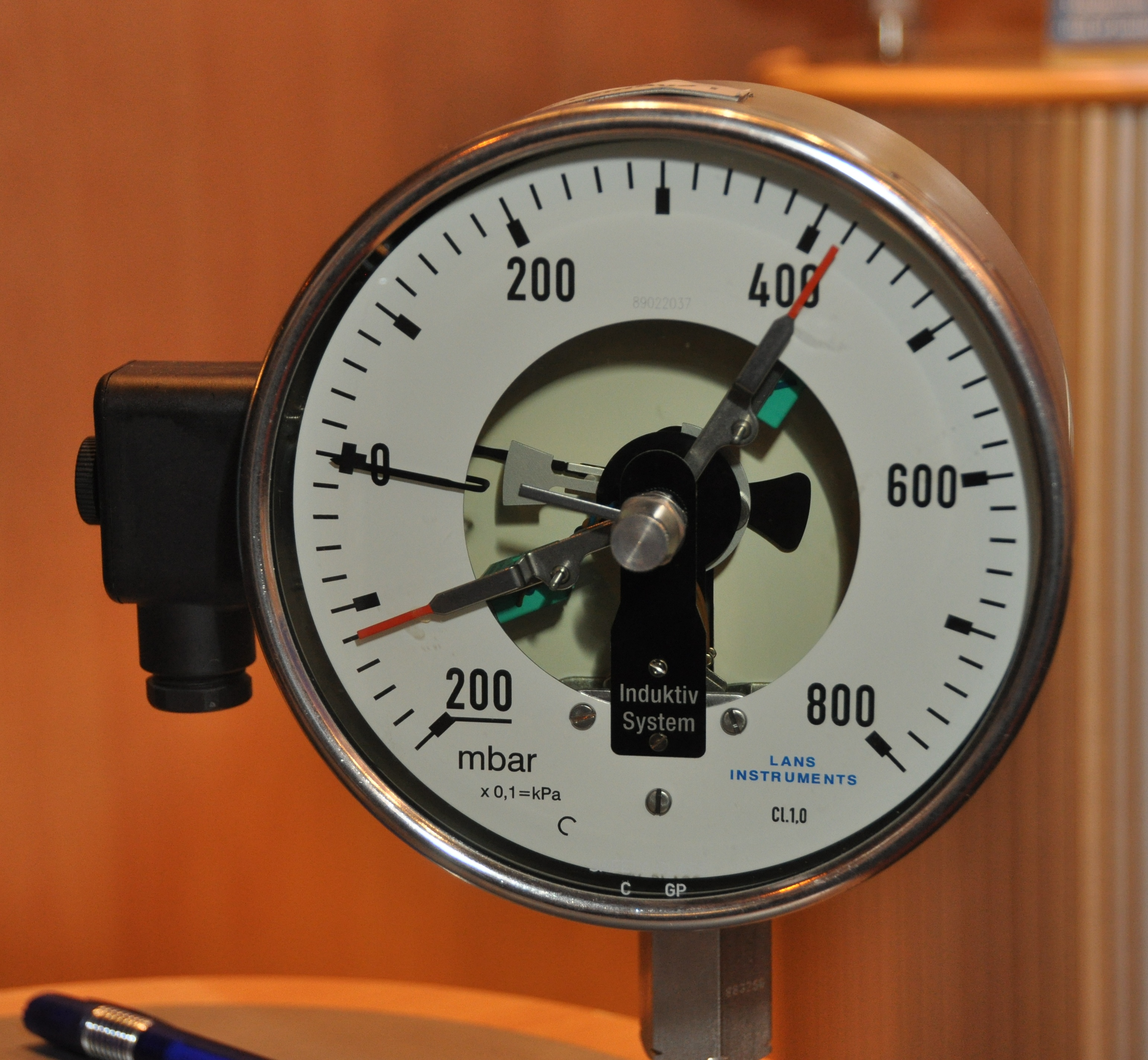
Мановакуумметр

Мановакуумметры (англ. Pressure and vacuum gauge) — приборы, измеряющие как вакуумметрическое, так и манометрическое давление. На приборах имеется шкала как и с положительными (абсолютное), так и отрицательными значениями (вакуумметрическое).
Стандартный ряд давлений для мановакуумметров от -0,1 до 0,06; 0,15; 0,3; 0,5; 0,9; 1,5; 2,4 МПа.
Технические мановакуумметры имеют класс точности 2,5; 1,5; 1,0
Образцовые мановакуумметры имеют классы точности 0,4; 0,25; 0,15
Исполнение штуцера возможно радиальное или осевое (сзади по центру), также возможно исполнение без фланца, с задним фланцем, с передним фланцем. Фланец используется для того, чтобы прибор можно было монтировать в щитовое оборудование.
Стандартная метрическая резьба, используемая на территории России и стран СНГ, М20*1,5. Иногда в  мановакуумметрах встречается дюймовая импортная резьба G1/2, применяемая в Европе и США. 
Мановакуумметры применяются в основном на специализированных производственных предприятиях, где есть устройства для создания вакууметрического давления. Например, пищевое производство. На таких производствах как пищевое, фармацевтическое, химическое следует мановакуумметр  использовать в сборе с разделителем мембранным.
Для правильного выбора мановакуумметра следует придерживаться следующих данных:
1. Постоянная нагрузка не должна выходить из диапазона 3/4 шкалы измерения , 
2. Переменная нагрузка не должна выходить из диапазона 2/3 шкалы измерения. 
Все мановакуумметры, выпускаемые на территории РФ обязаны соответствовать ГОСТ 2405-88.

## Изображения

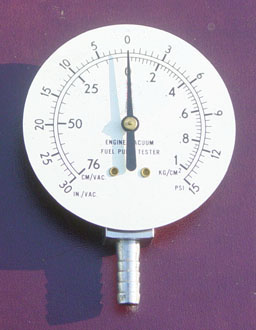
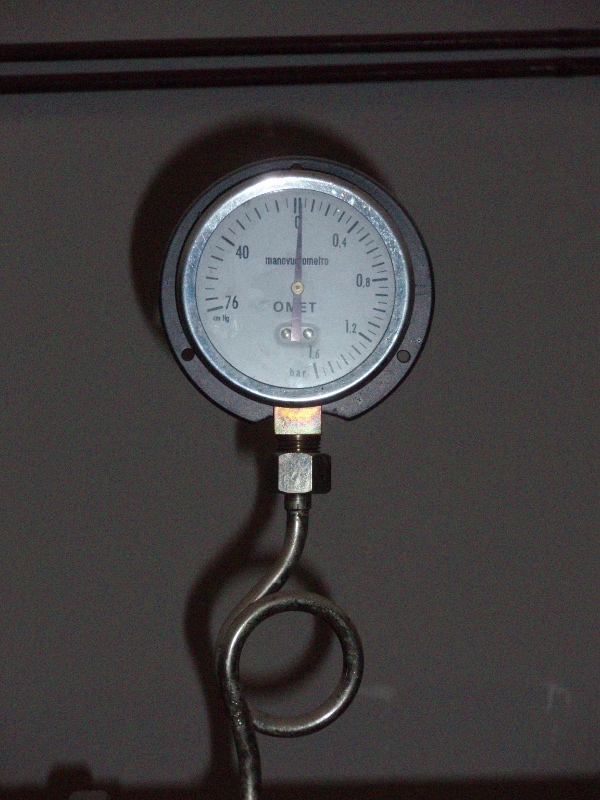